# Біланоба-да-л'Агуза
Біланоба-да-л'Агуза — муніципалітет в Іспанії, у складі Комарка Ногера, у провінції Леріда, Каталонія.